# M. Walking on the Water
M. Walking on the Water ist eine 1985 in Krefeld gegründete Band.

## Geschichte
1987 gewann die Band das „Ruhr-Rock-Festival“. Herbert Grönemeyer war ein Fan dieser jungen Band. Ihre erste, in ein Wassercover verpackte Single Party In The Cemetery erschien in Eigenregie. Das erste Album M. Walking on the Water erschien 1988 beim Bremer Label Fuego und war eine der bis dahin erfolgreichsten Independent-Platten. Im gleichen Jahr erschien zudem noch The Waltz, eine Mini-LP mit sechs Walzern.
Das Album Pluto kam im Jahr 1989 heraus und wurde zur Platte des Monats Dezember im Musikexpress/Sounds gekürt. 1990 reiste die Band nach Ostafrika und gab im Auftrag des Goethe-Instituts Konzerte in Äthiopien, Tansania, Kenia, Madagaskar und im Sudan.
1990 schlossen M. Walking on the Water ihren ersten Major-Vertrag mit der Polydor ab und spielten ihr drittes Album Elysian ein. Sie schaffte als erste Band aus dem Indiebereich den Sprung in die regulären Charts. Die Single Poison hielt sich über Wochen in einigen Radio-Play-Lists. In der ewigen Bestenliste (1974–1995) der WDR 1-Schlagerrallye  liegen sie mit ihrem Hit Poison auf Platz 86, punktgleich mit den populären Bands BAP (Verdamp lang her) und Die Ärzte (Westerland).
1992 produziert Dave Young (Element of Crime) die rauere und härtere CD Wood. Pictures Of An Exhibitionist erschien 1993. Auf dieser EP befinden sich Coverversionen alter Hits von Genesis, King Crimson, Jethro Tull, Caravan, Yes und Deep Purple. Markus Maria Jansen ziert in Pink-Floyd-Kuh-Stellung das Cover.
Im Jahr 1994 wurde das Album Split veröffentlicht. Mit dem 1995 erschienenen La Louisianne nahmen M. Walking on the Water mit dem Produzenten Dave Young im amerikanischen Lafayette (Louisiana) ein Album auf, das chartete. 1996 unternahm die Band ihre zweite Tour für das Goethe-Institut, diesmal durch Kasachstan, Usbekistan, Turkmenistan, Kirgisistan und Tadschikistan. 1997 erschien File, einige Songs wurden von Andy Toma von Mouse on Mars produziert. Durch die Verwendung von Loops, Samples und Beats klang die Band moderner. Nach Erscheinen dieses Tonträgers gingen Markus Maria Jansen und Mike Pelzer eigenen Bandprojekten nach. Jansen veröffentlichte zwischen 1998 und 2004 mehrere Tonträger mit seiner Band Jansen, Mike Pelzer spielte zwei Alben mit seinem Bandprojekt Gloss ein. Insbesondere Jansen begab sich mit seiner Band auf ausführliche Konzerttourneen und war auch als Theatermusiker tätig. 2007 kam es zu einigen Auftritten mit den Künstlern des Theatre du Pain, einer surrealistisch-kabarettistischen Theaterformation aus Bremen, mit denen die beiden Musiker bereits in den 80er Jahren aufgetreten waren. Die Gruppe trat nun unter dem Namen Orchestre du Pain auf und nahm auch alte M.Walking on the Water-Klassiker in ihr Programm auf.  
Die Band veröffentlichte neun Alben und mehrere  Singles. Im Jahr 2007 standen M. Walking on the Water zum ersten Mal nach zehn Jahren wieder gemeinsam auf einer Bühne. Im Januar 2011 ist ihr zehntes Album Flowers for the Departed erschienen, welches von einer Tournee begleitet wurde. Im November 2021 erschien nach 36 Jahren Bandgeschichte mit dem Album Lov ihre zwölfte Veröffentlichung.

## Stil
Die Band nannte ihren Musikstil „Short-Distance-Psycho-Folk“. Von Beginn an war das Akkordeon ein wichtiges Erkennungsmerkmal ihrer Musik. 

## Diskografie

### Studioalben
- 1988: M. Walking on the Water
- 1989: Pluto
- 1991: Elysian
- 1992: Wood
- 1994: Split
- 1995: La Louisianne
- 1997: File
- 2011: Flowers for the Departed
- 2021: Lov

### EPs
- 1988: The Waltz
- 1993: Pictures of an Exhibitionist
- 1994: Misery
- 1995: Easy
- 2018: Dogma 13